# Iłki
Iłki (deutsch Annafelde) ist ein kleiner Ort in der polnischen Woiwodschaft Ermland-Masuren, der zur Gmina Biała Piska (Stadt- und Landgemeinde Bialla, 1938 bis 1945 Gehlenburg) im Powiat Piski (Kreis Johannisburg) gehört.

## Geographische Lage
Iłki liegt im Südosten der Woiwodschaft Ermland-Masuren, zwanzig Kilometer nordöstlich der Kreisstadt Pisz (deutsch Johannisburg).

## Geschichte
Der ursprünglich Abbau Drogies genannte Ort, bestehend aus einem großen Hof, erhielt erst am 29. August 1889 den Namen „Annafelde“. Im Jahre 1905 zählte er 27 Einwohner in zwei Häusern. Bis 1945 war Annafelde ein Wohnplatz in der Landgemeinde Drygallen (1938 bis 1945 Digelsdorf, polnisch Drygały) und gehörte zum Kreis Johannisburg im Regierungsbezirk Gumbinnen (ab 1905: Regierungsbezirk Allenstein) in der preußischen Provinz Ostpreußen.
In Kriegsfolge kam der kleine Ort 1945 mit dem gesamten südlichen Ostpreußen zu Polen und erhielt die polnische Namensform „Iłki“. Heute ist er eine Ortschaft im Verbund der Stadt- und Landgemeinde Biała Piska im Powiat Piski, bis 1998 der Woiwodschaft Suwałki, seither der Woiwodschaft Ermland-Masuren zugehörig. Im Jahre 2011 zählte der Ort 56 Einwohner.

## Religionen
Vor 1945 war Annafelde in die evangelische Kirche Drygallen in der Kirchenprovinz Ostpreußen der Kirche der Altpreußischen Union sowie in die römisch-katholische Kirche Johannisburg im Bistum Ermland eingegliedert.
Heute gehört Iłki katholischerseits zur Pfarrei Drygały im Bistum Ełk der Römisch-katholischen Kirche in Polen, während die evangelischen Einwohner sich zur Kirchengemeinde in Biała Piska halten, einer Filialgemeinde der Pfarrei Pisz in der Diözese Masuren der Evangelisch-Augsburgischen Kirche in Polen.

## Verkehr
Iłki liegt westlich der Woiwodschaftsstraße 667 und ist von dort über Drygały (Drygallen, 1938 bis 1945 Drigelsdorf) in wenigen Kilometern zu erreichen. Die nächste Bahnstation ist ebenfalls Drygały und liegt an der Bahnstrecke Olsztyn–Ełk.